# Adobe Type Manager
Adobe Type Manager, spesso abbreviato come ATM, è una famiglia di applicazioni sviluppate da Adobe per la gestione e l'utilizzo dei caratteri Type 1, prodotti da Adobe stessa.
La prima versione del prodotto venne sviluppata nel 1989, indirizzando specificatamente la piattaforma Macintosh, mentre la prima versione per Windows venne resa disponibile nel 1990. Con il passaggio dei computer Apple alla piattaforma macOS Adobe terminò ogni ulteriore sviluppo del prodotto. L'ultima versione resa disponibile è ATM Light 4.1.2.

## Le versioni su piattaforma Macintosh
La prima versione di ATM venne sviluppata appositamente per Macintosh per garantire il corretto arrotondamento dei caratteri PostScript Type 1 sul monitor e per consentire l'uso di stampanti non PostScript. Nei sistemi operativi precedenti a Mac OS X, il set di caratteri Mac Type 1 veniva visualizzato correttamente sullo schermo solo per certe dimensioni mentre usando altre dimensioni i caratteri apparivano scalettati. ATM correggeva questo difetto, consentendo la visualizzazione pulita dei caratteri con qualsiasi dimensione nonché una stampa precisa su stampanti non PostScript.
A metà degli anni novanta, Adobe produsse una versione estesa dell'applicativo, denominata ATM Deluxe, che aggiungeva un sistema completo di gestione dei caratteri installati sul computer, rinominando ATM Light la versione base originale. In aggiunta alle funzionalità del prodotto base, ATM Deluxe consentiva l'attivazione e la disattivazione dei caratteri, sia individualmente che come parte di set più estesi definibili dall'utente; la visualizzazione e la stampa campione; il controllo della presenza di versioni duplicate dello stesso carattere e di conflitti di formato; la presenza di set di caratteri parziali (mancanti dei dati per la stampa o per la visualizzazione a monitor).
Nel 2001, le funzionalità di ATM Light vennero integrate nel sistema operativo Mac OS X, con il contributo di Adobe, rendendo così non più necessario l'utilizzo di applicativi esterni per la gestione corretta dell'arrotondamento e della stampa precisa dei caratteri. In contemporanea, anche lo sviluppo di ATM Deluxe arrivò al termine, anche se il programma continuò a essere venduto fino al 2005 pur avendo problemi a funzionare sotto Mac OS X (compreso l'ambiente Classic).

## Le versioni su piattaforma Windows
Adobe realizzò una versione specifica per Windows nel 1990, nella quale la visualizzazione dei caratteri veniva corretta operando direttamente a un livello molto basso del sistema (versioni di Windows 3.0, 3.1, 95, 98, Me). Windows NT, per le sue caratteristiche, non consentiva di sfruttare questa modalità di correzione e Microsoft inizialmente adottò come soluzione la conversione automatica dei caratteri PostScript Type1 nel formato True Type al momento dell'installazione. A partire da Windows NT4.0, Microsoft aggiunse la funzione di "driver di caratteri" (font driver) che consentì di supportare PostScript Type1 tramite ATM (e più in generale, altri formati di caratteri a seconda del font driver). A partire da Windows 95, Adobe fornì anche la versione Windows di ATM Deluxe.
Come nel caso della piattaforma Macintosh, Adobe concesse il codice base in licenza a Microsoft, che lo integrò in Windows 2000 e Windows XP rendendo anche su queste piattaforme non più necessario l'utilizzo di ATM Light, ad eccezione del caso dei caratteri non inclusi da Microsoft nel sistema e per i quali ATM Light suppliva da font driver.
Anche nel caso della piattaforma Windows, ATM Deluxe non è più disponibile, mentre rimane disponibile ATM Light. La versione 4.1.2 (l'ultima pubblicata) è compatibile con Windows XP nella versione a 64 bit, anche se per l'installazione richiede di usare la versione a 32 bit.
A partire da Windows Vista, il supporto dei caratteri Type1 è nativo e la stessa applicazione ATM Light non è compatibile col sistema operativo.
Parte delle funzionalità di ATM sono state integrate in Acrobat Reader a partire dalla versione 2.1, a uso totalmente interno del programma (non è previsto alcun tipo di interfaccia utente).

## Versioni per altre piattaforme
Adobe sviluppò versioni di ATM anche per altri sistemi operativi selezionati, soprattutto a metà degli anni novanta, tra i quali NeXTSTEP, DesqView e OS/2. A differenza di Macintosh e Windows, per queste piattaforme ATM veniva offerto di serie con il sistema operativo stesso.
Furono inoltre sviluppate versioni di ATM per applicazioni puramente DOS, di cui la più nota è WordPerfect nelle versioni 5.0 e 5.1. Questa variante, sviluppata assieme a LaserTools, fu distribuita col nome di PrimeType negli Stati Uniti e come Adobe Type Manager per WordPerfect nel resto del mondo. Tuttavia a partire dalla versione 6.0 anche WordPerfect integrò il supporto nativo dei caratteri Type1 rendendo così non più necessario il ricorso ad ATM.

## Cronologia delle versioni
| Data            | Macintosh                          | Windows         |
| --------------- | ---------------------------------- | --------------- |
| ottobre 1989    | ATM per Macintosh                  |                 |
| luglio 1990     |                                    | ATM per Windows |
| novembre 1991   |                                    | ATM 2.0         |
| gennaio 1993    |                                    | ATM 2.5         |
| ottobre 1993    | ATM 3.6.1                          |                 |
| settembre 1994  |                                    | ATM 3.0         |
| 25 agosto 1995  | ATM 3.83                           | ATM 3.0.2       |
| Maggio 1997     | ATM Deluxe 4.0                     |                 |
| 26 aprile 1999  | ATM Deluxe 4.5                     |                 |
| 24 ottobre 1999 | ATM Deluxe 4.5.1                   |                 |
| 7 luglio 2000   | ATM Light 4.5                      | ATM Light 4.1   |
| 18 luglio 2000  |                                    | ATM Deluxe 4.1  |
| 19 ottobre 2000 | ATM Deluxe 4.6.1                   |                 |
| 25 giugno 2001  | ATM Light 4.6.2                    |                 |
| 17 luglio 2002  | ATM Deluxe 4.6.1a ATM Light 4.6.2a |                 |

## Applicazioni analoghe
- Bitstream FaceLift
- Bohemian Coding FontCase
- Extensis Suitcase Fusion
- Linotype FontExplorer X
- SoftMaker infiniType